# Jorge Domecq
Jorge Manuel Domecq Fernández de Bobadilla (Jerez de la Frontera, Cádiz, 28 de noviembre de 1960) es un diplomático español, embajador de España en Filipinas entre 2011 y 2014, y fue el director ejecutivo de la Agencia Europea de Defensa entre febrero de  2015 y enero de 2020.

## Biografía
Licenciado en Derecho, ingresó en 1985 en la carrera diplomática. Ha estado destinado en las representaciones diplomáticas españolas en el Consejo de la Alianza Atlántica y Brasil. Fue asesor ejecutivo del gabinete del ministro de Defensa, director del gabinete del Secretario General de la OTAN y segundo jefe en la embajada de España en Italia. En 2004 fue nombrado segundo jefe en la embajada de España en Marruecos y en 2005 pasó a ocupar el puesto de subdirector general en la Oficina de Asuntos de Gibraltar. Posteriormente, fue director general de Naciones Unidas, Asuntos Globales y Derechos Humanos, y desde julio de 2010 a enero de 2011 fue director general de Asuntos Multilaterales.
Entre 2011 y 2014 fue embajador en Filipinas. En 2015 fue nombrado director ejecutivo de la Agencia Europea de Defensa, cargo que ha ostentado hasta enero de 2020.